# Tom Kelly
Thomas Edward Kelly, detto Tom (New York, 5 marzo 1924 – Santa Barbara, 20 marzo 2008), è stato un cestista statunitense, professionista nella ABL e nella BAA.

## Carriera
Venne selezionato dai Boston Celtics nel Draft BAA 1948.